# Cairate
Cairate är en ort och kommun i provinsen Varese i regionen Lombardiet i Italien. Kommunen hade 7 671 invånare (2018).